# Srđan Srdić

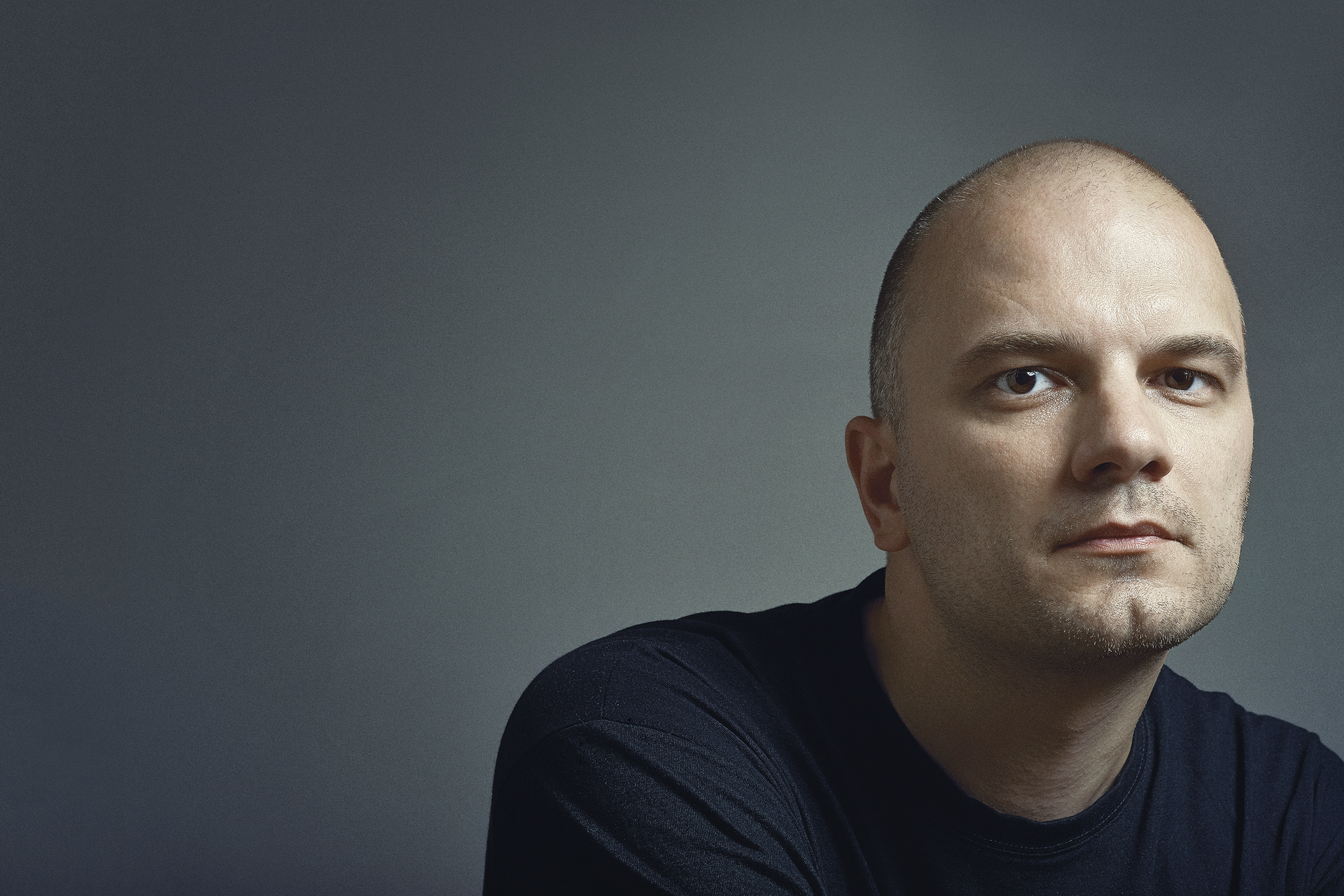
Srđan Srdić in Belgrad, August 2013

Srđan Srdić (* 3. November 1977 in Kikinda, Jugoslawien) ist ein serbischer Schriftsteller, Autor von Kurzgeschichten, Redakteur und er lehrt kreatives Schreiben. Er veröffentlichte zwei Romane und zwei Sammlungen von Kurzgeschichten, außerdem ist er in zahlreichen literarischen Zeitschriften und Kurzgeschichtensammlungen als Autor oder Redakteur vertreten.

## Ausbildung und soziales Engagement
Nach dem Abitur am musischen Gymnasium studierte Srdić Literaturwissenschaft an der Philologischen Fakultät der Universität Belgrad. 
Srđan Srdić ist Unterzeichner der 2017 veröffentlichten Deklaration zur gemeinsamen Sprache der Kroaten, Serben, Bosniaken und Montenegriner.

## Werke
2007, während seiner Zeit als Gymnasiallehrer, gewann Srdić den ersten Preis bei dem Kurzgeschichtenwettbewerb Ulaznica. 2009 erhielt er den Preis Laza Lazarević, mit dem hervorragende Kurzgeschichten ausgezeichnet werden. Im folgenden Jahr erhielt er den Borislav Pekić-Literaturpreis. Pekić ist einer der Autoren mit wichtigem Einfluss auf Srdićs Werk.
Mehrere Jahre hintereinander war er Redakteur und Programmleiter des Internationalen Kurzgeschichtenfestivals Kikinda Short.
Seine Romane und Erzählungen sind bisher nicht ins Deutsche übersetzt worden.

### Totes Feld
In 2010 hat Srdić seinen ersten Roman Totes Feld (Mrtvo polje), einen Road-Horror, veröffentlicht. Dieses Werk erhielt zahlreiche positive Rezensionen und kam in die engere Auswahl für mehrere serbische Literaturpreise (NIN, Vital, Borisav Stanković) wie auch für die internationale Auszeichnung Meša Selimović. Der Roman wurde vor allem wegen seiner Sprache gelobt, d. h. für die gelungene stilistische und formale Lösung, mit dem Thema umzugehen, in der gleichzeitigen Nutzung der modernen und der postmodernen Techniken, sowie für den ständigen Perspektiven- und Registerwechsel.
Gesetzt in das kriegerische Jahr 1993 in Serbien verfolgt der Roman mehrere Erzählstränge, einmal Pablo und Paolo auf deren Reise vom Belgrad nach Kikinda, sich vor dem Militärdienst drückend, der eine wegen der Eigentümlichkeit der omnipräsenten Gewaltideologien um sie herum, und der andere ihm ziellos folgend, dann Stela, die die gleiche Reise macht, nur in der umgekehrten Richtung, und der quasi psychopathische Hauptmann, der den Leser den Einfluss von Cormac McCarthy spüren lässt.
Wie alle Werke von Srdić schöpft auch dieser Roman vieles aus seiner Intertextualität. Der Roman enthält ebenfalls einen diskographischen und videographischen Teil.

### Espirando
Espirando: Gesängen zum Tode (serb. Pesme na smrt) besteht aus neun Kurzgeschichten, die alles das Thema Tod behandeln. Veröffentlicht wurde die Sammlung 2011, für die er den serbischen Biljana Jovanović und den internationalen Edo Budiša Preis erhielt. Außerdem folgten zahlreiche sehr positive Rezensionen, in denen der elliptische Charakter wie auch die Mannigfaltigkeit der formalen sprachlichen Ansätzen gelobt werden, vor allem die verschiedene Erzählstimmen, die von der konventionellen ersten Person bis hin zur breiten Polyphonie reichen, und die sprachliche Widerspiegelung der Charaktere: in den Grenzzuständen der Trauer, Gewalt, Krankheit, sexuellem Verlangen, Selbstmord, der erschreckenden Banalität.
Die Sammlung enthält zahlreiche intertextuelle Bezüge, und der wohl nennenswerteste Einfluss ist der von Samuel Beckett in den Charakteren. Doch zu finden sind ein Pastiche von William Faulkner in Eine Rose für Emily sowie Zitate von Perry Farrell. Die Erzählungen Zozobra und Medicine haben ihre Namen aus dem Song Old Man Gloom bzw. dem Jesu-Song. Es lassen sich auch Bezüge zu Thomas Mann, Henri Michaux, Michel Houellebecq herstellen.
Alle Geschichten wurden schon früher in Literaturzeitschriften in Serbien und Kroatien publiziert. Die ukrainische Übersetzung der Sammlung ist 2013 veröffentlicht worden. Die englische Übersetzung der Geschichte Graues, düsteres Etwas (serb. Sivo, sumorno nešto) wurde in The Ofi Press Magazine veröffentlicht, und Mücken (serb. Komarci) wurde ins Albanscihe übersetzt und in der Anthologie From Belgrade, with love (albanisch: Nga Beogradi, me dashuri; serb.: Iz Beograda s ljubavlju) publiziert. Srdić' Geschichten wurden außerdem ins Rumänische, Ungarische und Polnische übersetzt.

### Satori
Srdić zweiter Roman Satori  ist 2013 bei dem Verlag KrR (zu dt. Rašić‘ Literarische Werkstatt) veröffentlicht worden. Der Erzähler, genannt der Fahrer, geht außerhalb der Stadt und seiner gesellschaftlichen Rollen, erinnert sich an und trifft neue Menschen am Rande der Gesellschaft, und bietet damit eine digressive und unzusammenhängende Erzählung, die ein gewisser solipsistischer Horror auszeichnet, der sich in der Sprache der Charaktere äußert. "Nicht ein Roman, der über irgendetwas ist, sondern einer, der über nichts ist", der also mit Banalität und der Angst vor der Freiheit oder mit der Freiheit sich auseinandersetzt, mit einem besonderen Augenmerk auf der Verbindung der Erzählperson mit dem Militär, sogar auf die Folgen der Kriegsverbrechen anspielend ("die PTBS auch bei keinen unmittelbaren Kriegsteilnehmern").
Der Roman enthält ein eine Seite langes Zitat des "Oblomows", "Die Erziehung der Gefühle" ein Interview mit Toby Driver aus Kayo Dot. "The Dead Flag Blues" von den Godspeed You! Black Emperor und die Cartoon-Serie "Stripy" sind also bezeichnende Zitate inmitten des Textes. Da dieser Roman Züge des Bildungsromans aber auch des Road-Romans aufweist, kennzeichnet ihn der Autor selbst als eine Art des Anti-Bildungsromans, mit einem Protagonisten, der nichts lernt, und nirgends ankommt.
Satori war dafür gelobt, dass er einen Fortschritt in Srdić’ Werk aufgezeigt hat, vor allem fehlte ihm in dem vorangegangenen Werk eine gewisse ironische Distanz, und dadurch, dass diese nun geboten wurde, eröffnete sich durch die eingefügten Zitate eine neue Leseart des Textes von Satori, aber auch der zitierten Werke selbst. Derselbe Rezensent positioniert Satori in eine Nachwelt der Poststrukturalisten, die das Werk auch zitiert, Roland Barthes und Jean-François Lyotard, sowie der Post-Rock-Band Mogwai. Eine andere, mehr polemische Kritik vermerkte zwar die schriftstellerische Leistung und Bedeutsamkeit, zeigte gleichzeitig einige Vorbehalte gegenüber der absichtlichen Zufälligkeit und Bedeutungslosigkeit.